# Robert Fein

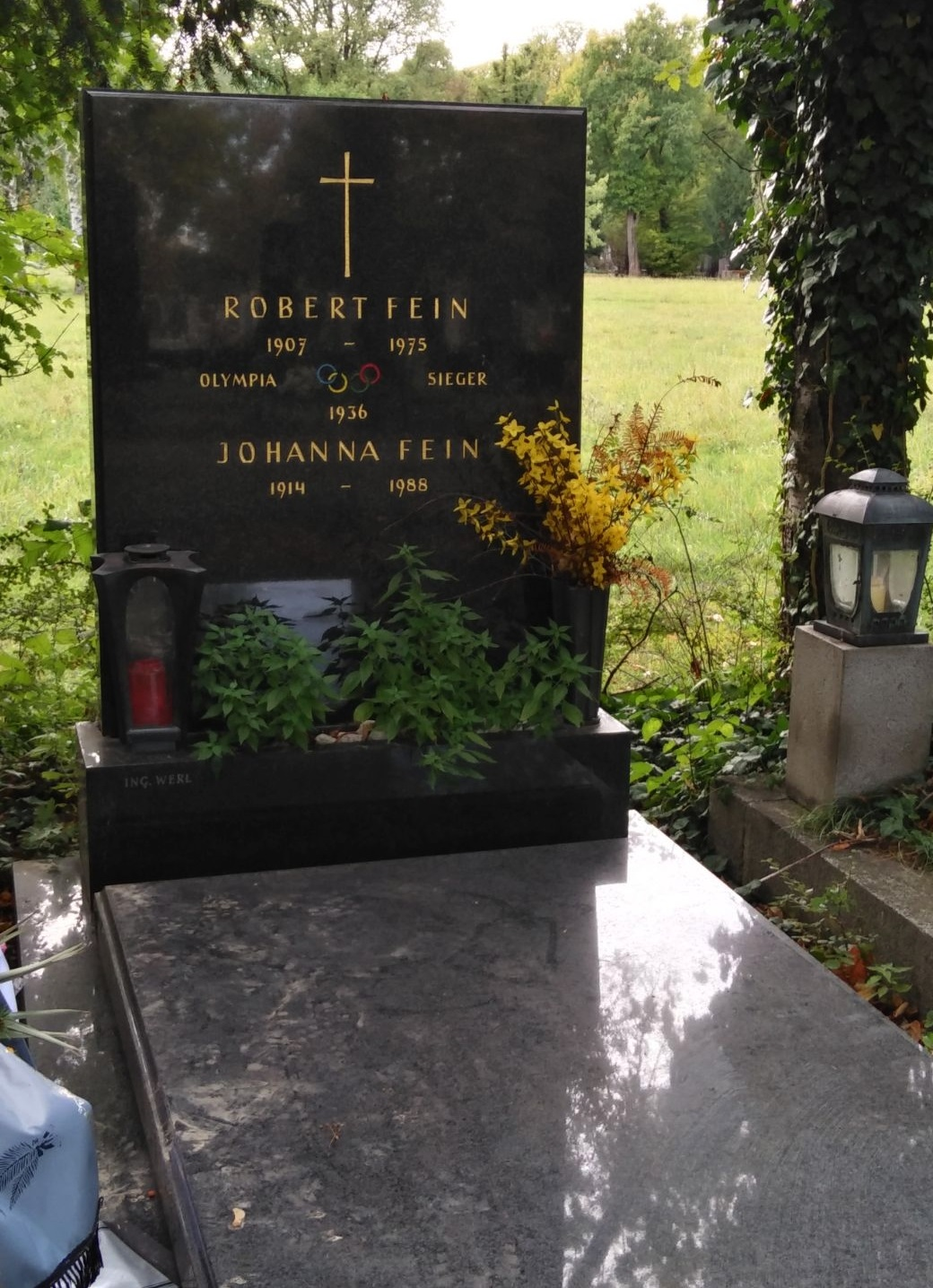
Wiener Zentralfriedhof, Grab von Olympiasieger Robert Fein

Robert Fein (* 8. Dezember 1907 in Wien, Österreich-Ungarn; † 2. Januar 1975 ebenda) war ein österreichischer Gewichtheber und Olympiasieger.

## Werdegang
Robert Fein begann in Wien zunächst als Turner und Schwimmer, er war ein hervorragender Turmspringer. Er kam 1928 zum Gewichtheben, als er Mitglied des Wiener Athletenklubs „Ursus“ wurde, später war er Mitglied beim „Kraftsportverein Wien“. Er gewann bereits 1929 in Wien den Titel eines Europameisters im Leichtgewicht. Damit begann eine Laufbahn, die ihren Höhepunkt im Olympiasieg 1936 in Berlin hatte. Dort gewann er gemeinsam mit dem Ägypter Anwar Misbah die Goldmedaille im Leichtgewicht und beide konnten mit einem Gewicht von jeweils 342,50 kg den damaligen Weltrekord überbieten. Im Unterschied zu Fein hatten viele österreichische Juden die Olympischen Spiele im nationalsozialistischen Deutschland boykottiert. 1937 wurde ihm die Goldene Medaille für Verdienste um die Republik Österreich verliehen.
Robert Fein konnte als Jude nach dem Anschluss Österreichs 1938 nicht mehr starten. Nach dem Zweiten Weltkrieg übernahm er mehrere hohe Ämter im österreichischen und internationalen Gewichtheberverband.

## Internationale Erfolge
(OS = Olympische Spiele, WM = Weltmeisterschaft, EM = Europameisterschaft, OD = olympischer Dreikampf, bestehend aus beidarmigem Drücken, Reißen und Stoßen, Le = Leichtgewicht)
- 1929, 1. Platz, EM in Wien, OD, Le, mit 310 kg, vor Jordan, Deutschland, 292,5 kg und Kurt Helbig, Deutschland, 287,5 kg;
- 1929, 1. Platz, Intern. Tschechoslowakische Meisterschaft in Preßburg, OD, Le, mit 302,5 kg vor Irak, Österreich, 257,5 kg u. Martinovic, Tschechoslowakei, 245 kg;
- 1930, 3. Platz, EM in München, OD, Le, mit 292,5 kg, hinter Hans Haas, Österreich, 317,5 kg und Rene Duverger, Frankreich, 295 kg;
- 1934, 1. Platz, EM in Genua, OD, Le, mit 312,5 kg, vor Duverger, 312,5 kg und Adolf Wagner, Deutschland, 295 kg;
- 1935, 2. Platz, EM in Paris, OD, Le, mit 322,5 kg, hinter Karl Jansen, Deutschland, 325 kg und vor Duverger 312,5 kg;
- 1936, Goldmedaille, OS in Berlin, OD, Le, mit 342,5 kg (105 – 100 – 137,5), gemeinsam mit Anwar Misbah, Ägypten, 342,5 kg (92,5 – 105 – 145) und vor Karl Jansen, Deutschland, 327,5 kg;
- 1937, 2. Platz, WM in Paris, OD, Le, mit 355 kg (107,5 – 107,5 – 140), hinter Anthony Terlazzo, USA, 357,5 kg (105 – 110 – 142,5) und vor Jansen, 330 kg;

## Nationale Erfolge
Robert Fein wurde 1930 deutscher Meister und Kampfspielsieger in Breslau mit 305 kg, OD, Le, vor Stephan, Magdeburg und errang mehrere österreichische Staatsmeistertitel.

## Weltrekorde
im beidarmigen Drücken:
- 1931 in Wien, 100 kg,
- 1934 in Wien, 103 kg,
- 1936 in Wien, 105 kg,
- 1936 in Wien, 106 kg,
- 1937 in Wien, 108,5 kg,
- 1937 in Wien, 110 kg,

im beidarmigen Reißen:
- 1931 in Wien, 105,5 kg,
- 1934 in Wien, 106 kg,
- 1936 in Budapest, 110 kg,
- 1937 in Wien, 111,5 kg,

im olympischen Dreikampf:
- 1934 in Wien, 330 kg,
- 1936 in Warschau, 335 kg,
- 1936 in Berlin, 342,5 kg,
- 1937 in Wien, 345 kg,
- 1937 in Wien, 350 kg,
- 1937 in Wien, 357,5 kg,
- 1937 in Wien, 360 kg